# Montagna-le-Templier
Montagna-le-Templier là một xã của tỉnh Jura, thuộc vùng Bourgogne-Franche-Comté, miền đông nước Pháp.